# Видок (фильм)
«Видо́к» (фр. Vidocq) — фильм режиссёра Жан-Кристофа Кома́ра (творческий псевдоним «Пито́ф»), выпущенный в 2001 году, в котором знаменитый французский сыщик Видок (историческая личность) борется с колдуном по прозвищу Алхимик, крадущим чужие души. Действие фантастического фильма происходит на фоне исторических событий — Июльской революции. Фильм является первым фантастическим фильмом, снятым полностью на цифровой носитель с разрешением HDTV.

## Сюжет
Париж, 1830 год. Известный сыщик Видок, владелец частного сыскного агентства, в схватке с убийцей по прозвищу Алхимик погибает, падая в огненную шахту охлаждающего цеха на стеклодувном заводе. Однако перед своей смертью он просит о последнем желании — увидеть лицо своего убийцы, которое скрыто маской. Алхимик выполняет его желание и показывает своё настоящее лицо сыщику, после чего тот падает в языки пламени. От Видока находят лишь пепел.
Этьен Буассе, молодой биограф Видока, идёт по его стопам, пытаясь узнать то же, что уже узнал Видок. Видок по просьбе бывшего начальника, префекта парижской полиции Лотреннэ, расследовал убийство трёх влиятельных граждан — оружейного фабриканта Бельмона, химика Верольди и доктора Лафита, умерших от удара молнии при странных обстоятельствах. По словам префекта, смерть оружейного фабриканта серьёзно повлияла на политическую обстановку во Франции.
Постепенно Видок узнаёт приметы Алхимика — это существо неизвестного пола, постоянно скрывающее лицо за маской-зеркалом. В очередной схватке с убийцей сыщик откалывает кусок его маски, который проясняет некоторые детали расследования. По городу расползаются слухи о «чудовище без лица», которое убивает людей и пожирает их души с помощью своей зеркальной маски, тем самым поддерживая свою жизненную энергию и молодость. Вскоре Этьен пытается очертить круг подозреваемых, но как он выясняет, Алхимик неуловим. Более того, убийца обладает выдающимися навыками ближнего боя, из-за которых его невозможно победить врукопашную, а так же любые пули, пущенные в него, отскакивают в самого стреляющего. Как только преступник узнает, что за ним следят, он «убирает» важных свидетелей. По ходу фильма выясняется, что Видок имитировал свою смерть, чтобы запутать Aлхимика.
В конце фильма Видок неожиданно заявляет, что знает, кто скрывается под маской Aлхимика — Этьен Буассе. Между ними завязывается поединок, из которого Видок выходит победителем, но умирает помощник Видока Нимье. На похоронах Нимье префект парижской полиции Лотреннэ рассказывает Видоку о том, что Карл X бежал после поражения королевских войск, и префекту грозит тюрьма или гильотина. По кладбищенскому надгробью мелькает блик от маски-зеркала Алхимика.

## В ролях
| Актёр           | Роль                                                |
| --------------- | --------------------------------------------------- |
| Жерар Депардьё  | частный сыщик Видок                                 |
| Гийом Кане      | журналист Этьен Буассе /Алхимик                     |
| Инес Састр      | Прея (любовница Видока)                             |
| Андре Дюссолье  | префект полиции Лотренне (бывший начальник Видока)  |
| Эдит Скоб       | Сильвия (хозяйка борделя)                           |
| Мусса Мааскри   | Нимье (помощник Видока)                             |
| Жан-Пьер Го     | инспектор Тозе (ведущий дело о смерти Видока)       |
| Изабелла Рено   | Марина Лафит (жена Лафита)                          |
| Жан-Поль Дюбуа  | Луи Бельмон (оружейный фабрикант)                   |
| Андрэ Пенверн   | Симон Верольди (химик)                              |
| Жиль Арбона     | доктор Эрнест Лафит (директор приюта для инвалидов) |
| Жан-Марк Тиболь | Левине                                              |
| Франсуа Шатто   | Фруассар (журналист газеты «La Furet» («Хорёк»)     |

## Подробности создания
По словам сценариста и режиссёра Давида Факрикиана (фр. David Fakrikian), первоначальный вариант сценария был написан им как политический, действие фильма должно было продолжаться три дня, а в финале действия Видока приводили к июльской революции. Однако такой вариант сюжета был отвергнут продюсерами, в результате от первоначального проекта в фильме сохранились только время и место действия, имена главных героев и концепция художественного оформления.
Согласно заметке в газете London Sunday Observer, 800 из 2300 сцен фильма стоимостью 22 млн долларов были обработаны компьютерами уже после съемок. Режиссёр фильма «Пито́ф» сообщил газете Observer: «Я думаю, что это первый шаг к кино будущего. Очевидно, при создании фильма необходимы совершенно иные вещи — пост-продакшен, под которым я понимаю правку и вставку спецэффектов, это становится столь же важно, как и сами съемки».

## Саундтрек
Саундтрек к фильму написан французским композитором Брюно Куле и выпущен в 2001 году как альбом «Видок» (Studio Canal / Universal). Альбом получил награду «Лучший саундтрек» на фестивале в Сиджесе в 2001 году.
Также в фильме использованы следующие музыкальные произведения:
- Apocalyptica feat. Matthias Sayer — Hope Vol. 2;
- Вольфганг Амадей Моцарт — Symphony No. 29 KV 201;
- Антонио Вивальди — Concerto for mandolin RV 426: Allegro;
- Антонио Вивальди — Concerto for mandolin RV 532: Andante.

## Номинации и награды
Фильм получил 7 наград и был номинирован на 2 награды:
- 2001: Международный кинофестиваль в Каталонии (Сиджес): 5 наград в следующих номинациях:
  - гран-при (лучший фильм);
  - лучшие спецэффекты;
  - лучший грим;
  - лучшая музыка;
  - Citizen Kane Award за лучшее режиссёрское откровение (Best Directorial Revelation).
- 2002: Fantasporto, 2 награды и 1 номинация:
  - награда «Серебряный гран-при за Европейский фэнтези-фильм»;
  - награда «Международный фэнтези-фильм» за лучшие спецэффекты;
  - номинирован на награду «Международный фэнтези-фильм» за лучший фильм.
- 2002: Брюссельский кинофестиваль: номинация на золотой гран-при «Европейский фэнтези-фильм».

## Распространение
Фильм вышел на DVD и VHS 20 марта 2002 года. DVD-версия содержала два диска, на первом — сам фильм (звук в DTS) и звуковые комментарии Питофа и художественного руководителя Жана Рабасса. Второй (бонусный) DVD содержал более часа интервью со сценаристом Жан-Кристофом Гранже, а также интервью с Питофом, Гийомом Кане, Инес Састр и Фабьеном Лакафом, рисунки персонажей Марка Каро, в совокупности — более 3 часов бонусных материалов.